# Lynn Flewelling
Lynn Flewelling, właściwie Lynn Elizabeth Beaulieu (ur. 20 października 1958 w Presque Isle) – amerykańska pisarka fantasy. Jest autorką dwóch cykli : Nightrunner i Tamir. 

## Życiorys
Flewelling dorastała w stanie Maine. Wielokrotnie zmieniała miejsce zamieszkania – od wschodniego do zachodniego wybrzeża Stanów Zjednoczonych. Podróżowała po Europie. Pracowała jako nauczyciel, rolnik, malarz pokojowy, asystent prosektoryjny, jubiler i dziennikarz. W 1981 roku wyszła za Douglasa Flewellinga. Ma dwóch synów.

## Twórczość

### Seria Nightrunner
W Polsce wydano dwa pierwsze tomy serii przetłumaczone przez Dorotę Żywno.
- Szczęście w mrokach, Zysk i S-ka, 1999 (ang. Luck in the Shadows; Bantam Spectra, 1996)
- Na tropach ciemności, Zysk i S-ka, 1999 (ang. Stalking Darkness; Bantam Spectra, 1997)
- Traitor's Moon, (Bantam Spectra; 1999)
- Shadows Return, (Bantam Spectra; 2008)
- The White Road, (Bantam Spectra; 2010)
- Casket of Souls, (Bantam Spectra; 2012)

### Trylogia Tamír
- The Bone Doll's Twin, (Bantam Spectra, 2001)
- Hidden Warrior, (Bantam Spectra, 2003)
- Oracle's Queen, (Bantam Spectra, 2006)

### opowiadania
- Letter To Alex, Prisoners of the Night, 1995
- Raven's Cut, Assassin Fantastic
- The Complete Nobody's Guide to Query Letters, Speculations 1999
- Perfection 2006.
- Glimpses, 2010 – kolekcja krótkich opowiadań z serii Nightrunner
- Glimpses 2, 2011 – kolekcja krótkich opowiadań z serii Nightrunner